# Abkommen von Erdut

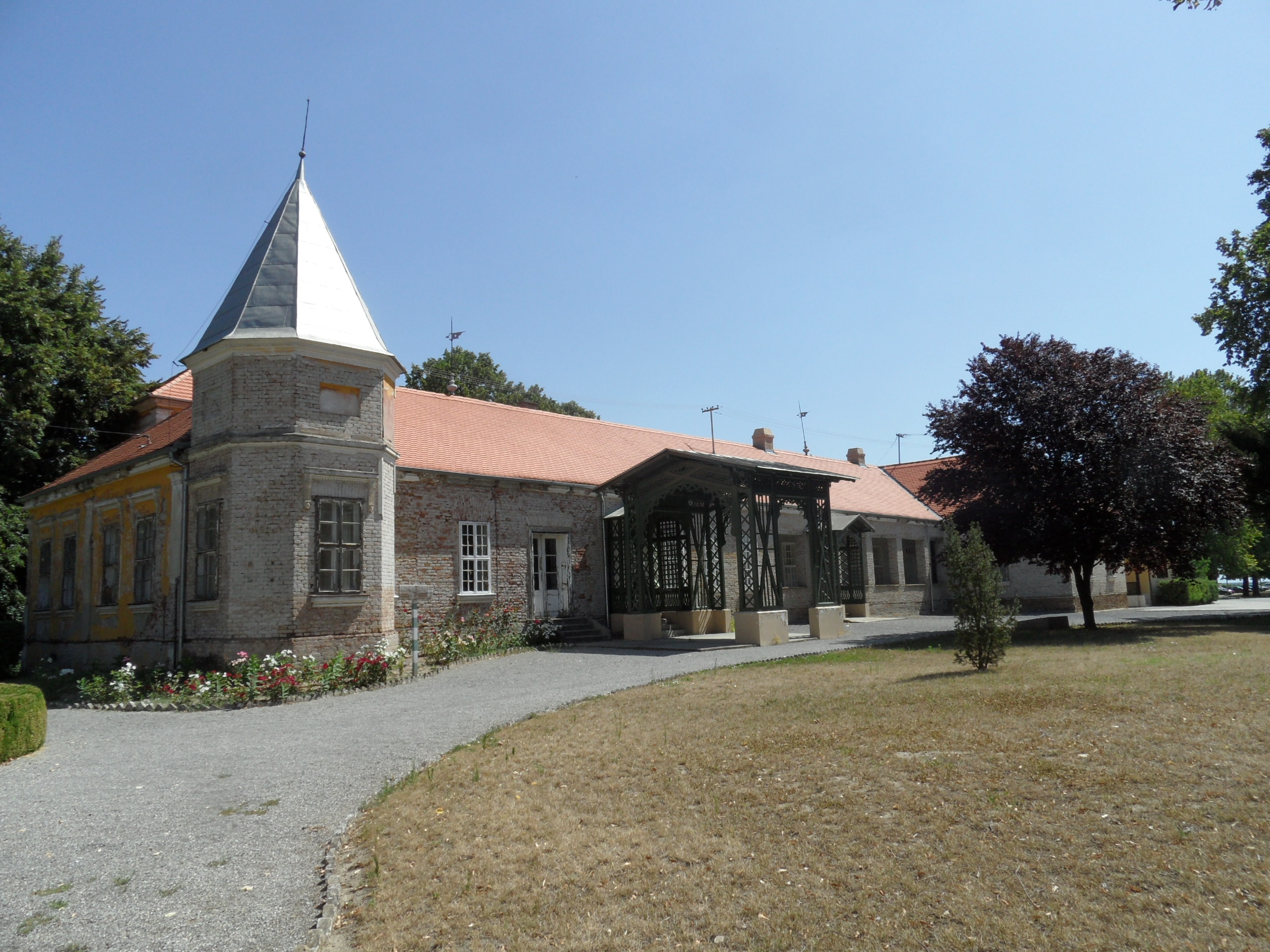
Schloss von Abramovich-Cseh, erbaut Anfang des 19. Jahrhunderts, Ort der Unterzeichnung des Abkommens von Erdut

Das Abkommen von Erdut vom 12. November 1995 (amtlich: Grundlagenabkommen über das Gebiet Ostslawoniens, der Baranja und Westsyrmiens) ist ein in der kroatischen Gemeinde Erdut geschlossener Vertrag zwischen der Republik Kroatien und dem damaligen serbischen De-facto-Regime Ostkroatiens, der Republik Serbische Krajina (RSK). Unterzeichner waren Hrvoje Šarinić für die kroatische Seite und Milan Milanović für die RSK.

## Vertragsinhalt

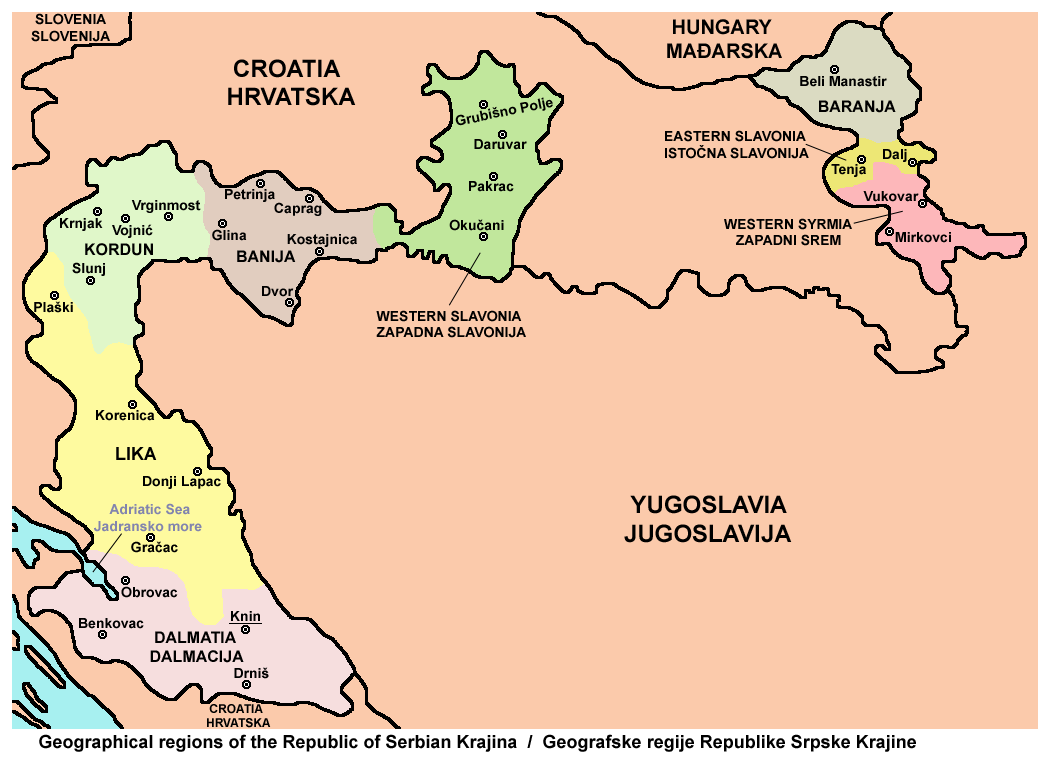
Gebiete der ehemaligen "Republik Serbische Krajina", darunter Baranja, Ostslawonien und Westsyrmien im Osten

Das Abkommen regelt die Reintegration Ostslawoniens, der Baranja und Westsyrmiens in das kroatische Staatsgebiet, die im Kroatienkrieg Teil der international nicht anerkannten Republik Serbische Krajina wurden. Die Eingliederung erfolgte im Gegensatz zu den Gebieten in Mittel- und Südkroatien auf friedliche Weise und dessen Unterzeichnung wurde während der Verhandlungen des Abkommens von Dayton zwischen den damaligen amtierenden Präsidenten Franjo Tuđman und Slobodan Milošević vereinbart.
Die Vertragsparteien ersuchten die Vereinten Nationen um eine höchstens zweijährige Übergangsverwaltung, die der UN-Sicherheitsrat im Januar 1996 durch die Sicherheitsratsresolution 1023 mit der bewaffneten UNTAES-Mission einsetzte. Sie sollte die Demilitarisierung der Gebiete sicherstellen und eine Rückkehr der Flüchtlinge ermöglichen. Weitere Aufgaben waren die Ausbildung einheimischer Polizeikräfte und die Organisation der Kommunalwahlen. Das UNTAES-Mandat endete am 15. Januar 1998 mit der vollständigen Übergabe der Hoheitsgewalt an die kroatischen Behörden.
Darüber hinaus wurde für die Gebiete die Gleichberechtigung aller Angehörigen der unterschiedlichen Volksgruppen, die Achtung der Menschen- und Minderheitenrechte nach internationalen Standards sowie die Rückgabe unrechtmäßig entzogenen Eigentums vereinbart. Auf Grundlage des Abkommens erfolgte ferner die Errichtung des Gemeinsamen Gemeinderats Vukovar, in dem Vertreter der serbischen Bevölkerungsgruppe seither an der Verwirklichung der Menschen- und Minderheitenrechte mitwirken.